# Rugbykaarten

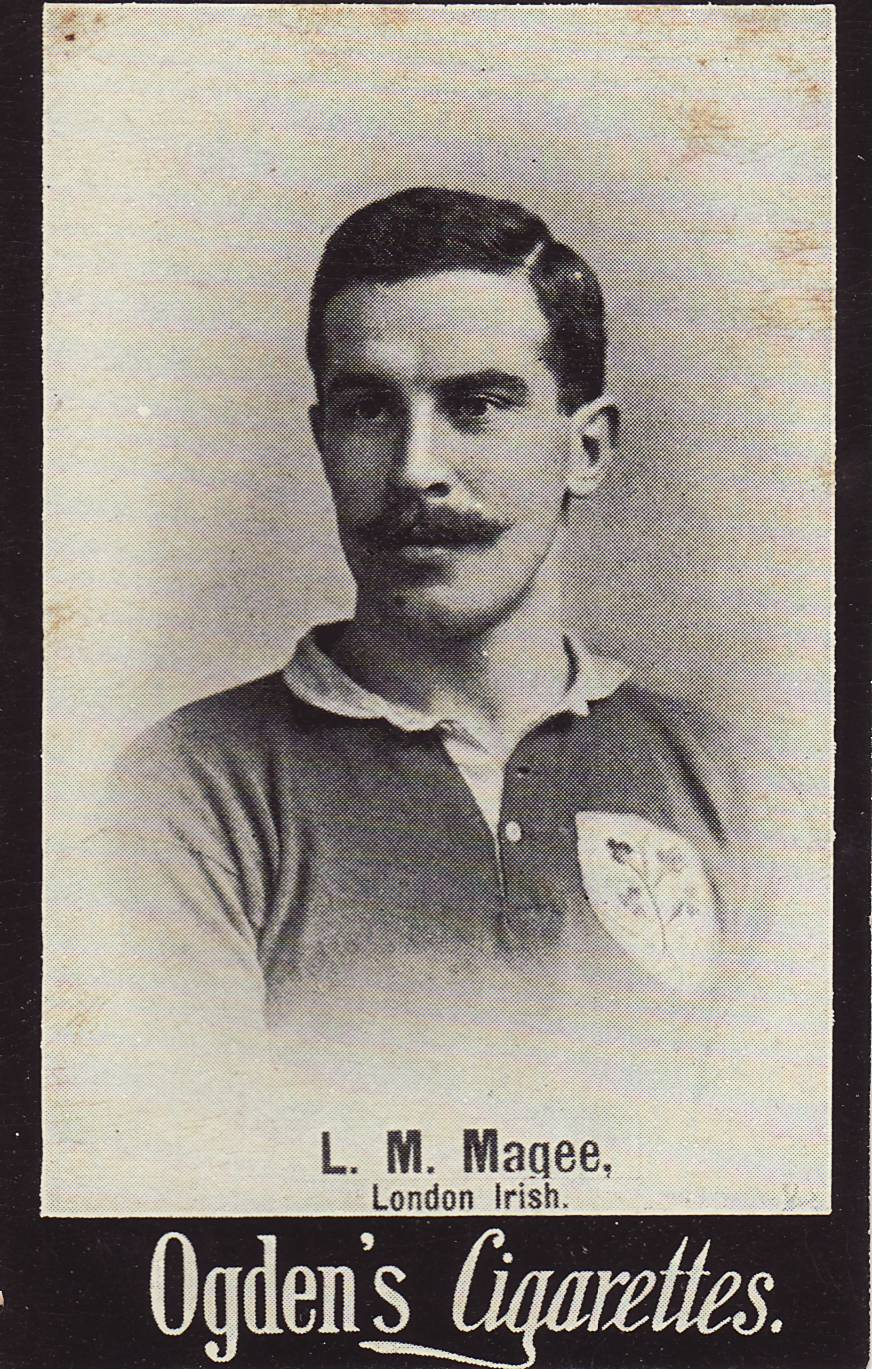
Eén van de vroegste rugbykaarten (met de Ierse speler Louis Magee) uitgegeven door Ogden's cigarettes in 1902

Een Rugbykaart is een soort ruilkaart met betrekking tot Rugby, gewoonlijk gedrukt op karton, zijde, of plastic. Deze kaarten worden het meest aangetroffen in Australië, Nieuw-Zeeland en andere landen waar de sport populair is.

## Geschiedenis
De eerste versies van rugby union-kaarten kwamen in het begin van de 20e eeuw, toen tabaksfabrikanten hun series sigarettenkaarten uitbrachten. De eerste collecties bestonden uit zwart-wit foto's van rugby spelers, voorbeelden hiervan waren series uitgegeven door Ogden en W.D. & H.O. Wills (beide in 1902) en Taddy (1906). Latere collecties bevatten kleurenillustraties van spelersportretten (Ogden, 1906) en live-action foto's (uitgegeven door Gallagher in 1912).
In opeenvolgende decennia brachten andere tabaksfabrikanten series uit. In 1926 bracht Ogden een nieuwe zwart-wit serie uit van spelers. Hetzelfde jaar bracht John Player & Sons een serie uit die bestond uit karikaturen van rugbyspelers. In 1935 brachten W.A. & A.C. Churchman een geïllustreerde serie met spelersportretten uit.
Het Australische bedrijf Scanlens produceerde zijn eerste rugby league set in 1963 en bracht verschillende collecties uit in de jaren 1970 en 1980. Andere bedrijven die kaarten produceerden waren Stimorol (1988-91) en Regina (1992-93), totdat Dynamic Market het contract overnam om rugby league kaarten te produceren in Australië.
Een ander Australisch bedrijf, Select Australia, kwam in 2000 op de markt. Het bedrijf was de officiële licentiehouder voor National Rugby League (NRL) kaarten (2010-12). Sedertdien heeft de NRL het bedrijf Elite Sport Properties (ESP) een licentie gegeven om ruilkaarten te produceren. De NRL bracht ook zijn eigen collecties uit, Startoons, met karikaturen van spelers.

## Collecties
Hieronder staat een lijst met noemenswaardige collecties:
| Jaar | Fabrikant             | Reeks                           | Type, formaat                                |
| ---- | --------------------- | ------------------------------- | -------------------------------------------- |
| 1902 | Ogden's               | Footballers                     | Zwart-wit foto's van spelers                 |
| 1902 | Wills                 | Footballers                     | Zwart-wit foto's van spelers                 |
| 1902 | Cadle's               | Footballers                     | Zwart-wit foto's van spelers                 |
| 1906 | Taddy                 | Footballers                     | Zwart-wit foto's van spelers                 |
| 1906 | Ogden's               | Football Club Colours           | Illustraties van spelers                     |
| 1909 | Churchman             | Football Club Colours           | Illustraties van spelers                     |
| 1915 | Fred Morgan           | Welsh Footballers & Cricketers  | Zwart-wit foto's van spelers                 |
| 1926 | Ogden's               | Famous Rugby Players            | Zwart-wit foto's van spelers                 |
| 1926 | Player's              | Footballers                     | Karikaturen van spelers                      |
| 1927 | Wills                 | New Zealand footballers         | Zwart-wit foto's van spelers                 |
| 1928 | Player's              | Footballers                     | Illustraties van spelers                     |
| 1929 | Wills                 | Rugby internationals            | Karikaturen van spelers                      |
| 1930 | Wills                 | Rugby players                   | Zwart-wit foto's van spelers                 |
| 1935 | Churchman             | Internationals                  | Illustraties van spelers                     |
| 1935 | Ogden's               | Football Caricatures            | Karikaturen van spelers                      |
| 1938 | United Tobacco        | British Rugby Tour of S. Africa | Zwart-wit foto's van spelers                 |
| 1963 | Scanlens              | Football Gum                    | Kleurenfoto's van spelers                    |
| 1976 | KFC                   | All Blacks                      | Zwart-wit foto's van spelers                 |
| 1995 | Rugby Australia       | The Wallabies                   | Kleurenfoto's van spelers                    |
| 1995 | Futera                | Rugby Union 1995                | Met spelers van het Australische rugbyteam   |
| 1995 | Dynamic Marketing     | '95 Contenders                  | Kleurenfoto's van spelers                    |
| 1996 | Card Crazy Authentics | Rugby Superstars                | Kleurenfoto's van spelers                    |
| 1998 | Panini                | Premier Division 98             | Kleurenfoto's van spelers, teams en emblemen |
| 2016 | Tap'n'Play            | Super Rugby                     | Met Super Rugby spelers                      |
| 2019 | Glenisk               | Irish Rugby                     | Kleurenfoto's van spelers                    |
| 2020 | NRL                   | Startoons                       | Karikaturen van spelers                      |